# Procottus gotoi
Procottus gotoi är en fiskart som beskrevs av Valentina Grigorievna Sideleva 2001. Procottus gotoi ingår i släktet Procottus och familjen Abyssocottidae. Inga underarter finns listade i Catalogue of Life.